# Alpha (New Jersey)
Alpha è un comune (borough) degli Stati Uniti d'America, situato nello stato del New Jersey, nella contea di Warren.